# Petter Hegevall
Johan Petter Hegevall, tidigare Engelin, född 24 mars 1977 i Östersund, är en svensk designer, chefredaktör, ansvarig utgivare och journalist för speltidningen Gamereactor Magazine (oktober 2002-) och sajten Gamereactor.se. Han startade upp den Spray-finansierade speltidningen Missil (1999-2000) som hade ett mer livsstilsinriktat sätt att se på underhållningsformen spel. För sitt arbete har han nominerats till Årets bästa art director bland svenska månadstidningar 2004 av Sveriges Tidskrifter. Han blev även utsedd till årets bästa spelskribent på Spelgalan 2008 och vann svenska folkets röst även i omröstningen till priset 2009. Hegevalls blogg är Sveriges mest besökta spelblogg och Gamereactor.se var 2011 Sveriges största spelsite.
Hegevall vann även i november 2013 McDonalds myBurger-kampanj där han blev utsedd till att skapa sin egen drömburgare hos kedjan som sedan säljs under en vecka i samtliga av McDonalds-restauranger.